# Jean-Guillaume Béatrix
Jean-Guillaume Béatrix (* 24. března 1988, Saint-Priest, Francie) je francouzský biatlonista. Na mistrovství světa 2012 v Ruhpoldingu vybojoval spolu se Simonem Fourcadem, Martinem Fourcadem a Alexisem Bœufem stříbrnou medaili v mužském štafetovém závodě. Stejnou medaili získal také ve štafetě na mistrovství světa 2013 v Novém Městě na Moravě, která startovala ve shodném složení jako v roce 2012. Na šampionátu ve finském Kontiolahti v roce 2015 vybojoval se smíšenou štafetou stříbrnou medaile. Na Mistrovství světa v biatlonu 2017 v rakouském Hochfilzenu získal s mužskou štafetou stříbrné medaile.
Ve štafetových závodech se umístil několikrát na stupních vítězů také ve světovém poháru. V individuálním závodě světového poháru dokázal zvítězit v jednom závodu, když ovládl závod s hromadným startem ve slovinské Pokljuce v sezóně 2015/16. V celkovém hodnocení světového poháru dopadl nejlépe v sezónách 2012/13 a 2013/14, kdy obsadil shodně konečné 13. místo. Je také několikanásobný medailista z juniorských světových šampionátů.

## Vítězství v závodech SP

### Individuální
| Datum:            | Místo:              | Disciplína:               |
| ----------------- | ------------------- | ------------------------- |
| 20. prosince 2015 | Pokljuka, Slovinsko | závod s hromadným startem |

### Kolektivní
| Datum:            | Místo:                     | Disciplína:     |
| ----------------- | -------------------------- | --------------- |
| 22. ledna 2012    | Rasen-Antholz, Itálie      | štafeta         |
| 10. února 2012    | Kontiolahti, Finsko        | smíšená štafeta |
| 10. ledna 2013    | Ruhpolding, Německo        | štafeta         |
| 20. ledna 2013    | Rasen-Antholz, Itálie      | štafeta         |
| 19. ledna 2014    | Rasen-Antholz, Itálie      | štafeta         |
| 11. prosince 2016 | Pokljuka, Slovinsko        | štafeta         |
| 5. března 2017    | Pchjongčchang, Jižní Korea | štafeta         |